# Пощенски гълъб
Пощенският гълъб е порода домашен гълъб, който е развъждан чрез селекция за по-голяма скорост и засилен инстинкт за прибиране у дома за целите на състезанията с гълъби. Пощенският гълъб е наречен още състезателен гълъб в днешно време, като пощенските гълъби са една от най-новите породи, която в последните години доби сериозна популярност.

## Развитие
Състезателните гълъби за първи път се развиват в Белгия и Англия през деветнадесети век.  Те са резултат от кръстосването на редица други породи, предимно смерл, френски умулет, английски кариер, драгун и хорсман (сега изгубен). От високолетача кумулет, пощенският гълъб получава своята издръжливост и способността си да лети с часове наред, без да изморява. От кариера той наследява възможността да намира пътя си у дома от големи разстояния.

## История
Гълъбите се използват от векове за пренасяне на съобщения – гълъбова поща. Въпреки това, през деветнадесети век, комуникационната стойност на птицата – особено за пренасяне на съобщения по време на война – станала ценена. Развъдчиците се състезават да развиват все по-бързи птици. Състезанията скоро се развиват, като състезанията с гълъби прерастват в популярен спорт в цяла Западна Европа, а в началото на ХХ век – в Съединените щати. За победителите в състезанието се предлагат големи суми пари.
Всички участници в Първата световна война се възползват от способността на пощенския гълъб да пренася съобщения, като само британците наемат приблизително 9500 птици. Втората световна война главните сили се възползват от пощенския гълъб за пореден път.
В България гълъбовъдният спорт възниква преди около 30 години и е развит на много високо ниво. Като сериозен принос за развитието биват вкараните от чужбина екземпляри и по – специално гълъбите от Белгия, Холандия, Германия, Англия и др. страни водещи в спорта.

## Основни дисциплини
Гълъбите биват разделени в няколко основни дисциплини:
- млади гълъби – това са птици, които са покрили норматив от 3 класации в полети за млади гълъби
- едногодишни гълъби – това са птици, които са покрили норматив от 3 класации на къси дистанции, 1 на средни и 1 една на дълги дистанции
- гълъби за къси дистанции – това са птици, които се състезават то 100 до 400 км, като трябва да покрият норматив от 5 успешни класации
- гълъби за средни дистанции – това са птици, които се състезават от 330 до 600 км, като трябва да покрият норматив от 4 успешни класации
- гълъби за дълги дистанции – това са птици, които се състезават над 500 км, като трябва да покрият норматив от 3 успешни класации
- гълъби за олраунд – това са птици, които са покрили норматив от 3 класации на къси дистанции, 2 на средни и 1 една на дълги дистанции
- гълъби за маратон над 700 км – това са птици, които са покрили норматив от 2 класации на маратон над 700 км
- гълъби за маратон над 900 км – това са птици, които са покрили норматив от 2 класации на маратон над 900 км

## Други приложения
Освен спорта да се състезават един срещу друг, феновете показват и състезателни гълъби на организирани изложби и имат съдия който да реши, кой има по-добрата птица. British Homing World провежда изложба всяка година, в което всички печалби от събитието се даряват както на национални, така и на местни благотворителни организации, включително Help the Aged и Асоциацията за Спина Бифида и Хидроцефалия. 
През годините състезателният гълъб е довел до редица други породи, като Американски изложбен пощенски, Пощенски гитант (отглеждан за целите на полезното месо).

## В новините
През февруари 2008 г. любител на гълъбите плати рекордна сума в Южна Африка R 800 000 за състезателен гълъб на търг. Търгът, на който той купи няколко други птици, се проведе след надпреварата на гълъбите на Sun City Million Dollar Pigeon.  Гълъб беше и в заглавията през 1998 г., когато собственикът ѝ я подарява на приятел в Алхесирас, Южна Испания, след като се оттегля от отглеждането на състезателни гълъби. Птицата на име Бумеранг бързо отлита след като бива изтървана на 1200 мили обратно у дома си. Птицата се бива дадена отново, но продължила да се връща у дома. След десет години птицата се завръща за пореден път. Най-скъпият гълъб в света до момента е „Армандо“ на Джоел Вершот от Белгия продаден за рекордната сума от 1 252 000 евро в аукционната къща PIPA, която е и водеща в продаването на спортни гълъби.